# Solo (песня Алсу)
«Solo» ― песня российской певицы, Алсу. Она была исполнена ею на конкурсе песни Евровидение-2000 в Стокгольме. Текст и музыка были написаны Эндрю Лейном и Брэндоном Барнсом. Ремикс-версия песни была включена в дебютный студийный альбом Алсу.
Алсу выступила девятой в тот вечер, после норвежской группы Charmed с песней «My Heart Goes Boom». На момент закрытия голосования она получила 155 баллов, заняв 2-е место.